# Грумо Апула
Грумо Апула (итал. Grumo Appula) је насеље у Италији у округу Бари, региону Апулија.
Према процени из 2011. у насељу је живело 12618 становника. Насеље се налази на надморској висини од 190 м.

## Становништво
| 1931. | 1936.  | 1951.  | 1961.  | 1971.  | 1981.  | 1991.  | 2001.  | 2011.  |
| ----- | ------ | ------ | ------ | ------ | ------ | ------ | ------ | ------ |
| 9.445 | 10.283 | 11.983 | 11.617 | 11.042 | 11.821 | 12.029 | 12.431 | 12.940 |